# Bijol Islands
Bijol Islands är en ögrupp i Gambia. Den ligger i Atlanten två kilometer utanför River Tanjis mynning och bildar tillsammans med flodmynningsområdet ett fågelskyddsområde. Tillträde är förbjudet utom i forskningssyfte. Öarna är geologiskt instabila och försvann helt under en period på 1960-talet.